# Bouzouki
Le bouzouki (en grec : μπουζούκι / bouzoúki) est un instrument de musique répandu en Grèce, dont il est souvent considéré comme l'instrument « national » depuis le milieu du XXe siècle. C'est un luth à manche long fretté, de la famille du tambûr, très proche du tambûr bulgare ou serbe, de la tambouritza (en) ou du saz, dont il se différencie par les frettes fixes, l'ouïe centrale et le son plus métallique. Contrairement à une idée répandue, on trouve son ancêtre, le « tambouras » (sous la forme « pandouras ») dès l'époque byzantine dans tout l'espace grec et slave, donc avant l'arrivée des Turcs dans les Balkans.
Le mot bouzouki est d'étymologie incertaine. Il dérive soit du turc bozuk signifiant « cassé » ou « déraciné », soit, plus vraisemblablement, du persan bozorg, ou plutôt tambur-e bozorg, qui signifie « grand tambûr » (le son « rg » s'étant modifié en « k » en grec et en turc).
Des instruments plus ou moins similaires, comme le buzuq arabe ou le bozuk turc, existent dans de nombreux pays des Balkans et de la Méditerranée orientale, et, plus généralement, dans les pays ayant appartenu au monde byzantin puis ottoman. L'histoire et la généalogie de ces instruments sont souvent sujettes à caution, en raison de considérations nationalistes et du manque d'intérêt des musicologues anciens pour ces instruments de musique populaire.
L'attitude de la société grecque à son égard a évolué. Considéré (notamment par les milieux nationalistes) comme un instrument d'origine orientale, associé aux réfugiés d'Asie Mineure et jugé à ce titre « étranger » à la culture grecque (qui passe pour essentiellement occidentale dans ces milieux), associé au monde de la criminalité et des bas-fonds en tant qu'instrument du rebetiko, il a eu mauvaise réputation jusqu'au milieu du XXe siècle, et son utilisation a parfois été réprimée, le rebetiko s'étant développé à partir des années 1920 en tant que musique folklorique populaire issue des milieux pauvres et des diasporas grecques de Turquie, ce qui explique l'influence turque et perse qu'on observe dans cette musique, et la similitude de l'instrument avec des luths orientaux.
Le rebetiko et, surtout, ses dérivés ont acquis ultérieurement une certaine respectabilité. Le bouzouki, tenu parfois pour le descendant d'instruments apparentés de la Grèce antique et byzantine (pandouris, tambouras) afin de nier toute influence turque, est devenu une sorte d' « instrument national » grec et symbolise souvent la Grèce et sa musique dans la culture populaire occidentale (publicités, disques, décoration de restaurants, etc.).
Dans les années 1970, le bouzouki (ou plutôt une version modifiée de celui-ci) a été introduit dans la musique traditionnelle irlandaise et son usage a depuis été conservé durablement par les musiciens irlandais.

## Buzuq arabe
Bien que le buzuq soit mentionné par Fârâbî dès le Xe siècle, il restera toujours un instrument très discret, aujourd'hui rarement rencontré au Moyen-Orient (Syrie, Liban, Irak, Palestine, Jordanie) et en Albanie. Rural à l'origine, il est devenu depuis 1960, un instrument citadin, propre à l'exécution de la musique savante arabe et occidentale.

### Lutherie
C'est un luth à manche long de 120 cm de long, à caisse piriforme à fond soit plat, soit bombé (monoxyle ou lamellé-collé), au manche fretté de 24 à 26 ligatures amovibles, terminé par un chevillier moderne, où sont montées de deux à quatre doubles cordes métalliques. Il y a souvent un beau travail de marqueterie.

### Jeu
On le joue à l'aide d'un risha, un plectre en plume. C'est l'instrument de prédilection des communautés tsiganes établies en Orient. Du fait qu'il soit fretté, il ne se prêtait guère à l'exécution des maqâmat, mais certains interprètes virtuoses n'hésitent pas à s'y aventurer ainsi le Syrien Muhammad 'Abd el-Karîm et les Libanais Matar Muhammad et Issa Hassan. Autre interprète : Miço Kendeş.

## Bouzouki grec

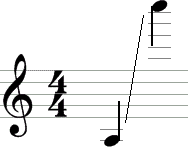
Tessiture en clé de sol d'un bouzouki (3 cordes).

### Lutherie
Long de 70 cm, il dispose d'un long manche étroit muni de 27 frettes fixes, et d'une caisse piriforme (dont le fond en lamellé-collé est bombé). La rosace est plus ou moins décorée de nacre, le bouzouki traditionnel étant généralement plus sobre. Les cordes sont métalliques et doublées, les chœurs graves étant normalement accordés à l'octave. Le bouzouki traditionnel (trichordo) compte trois doubles cordes (chœurs) accordées en ré - la - ré. Les deux chœurs les plus graves sont fréquemment utilisés comme bourdon, la mélodie étant jouée sur le chœur le plus aigu.
À partir du milieu du XXe siècle, accompagnant l'évolution de la musique « populaire » laika, l'utilisation du bouzouki à quatre chœurs (« tetrachordo ») s'est fortement développée, avec un accordage similaire à celui des quatre cordes les plus aiguës de la guitare: do - fa - la - ré, et souvent ré - sol - si - mi. Ce type d'accordage permet en effet une plus grande virtuosité et est plus adapté à l'harmonie occidentale. Selon les sources grecques, la genèse de ce bouzouki est due soit à Stathopoulos, vers 1900, qui fut le fondateur de la firme Epiphone, soit à Stefanakis, après la Seconde Guerre mondiale, joueur de banjo qui eut l'idée d'ajouter une quatrième paire de cordes[réf. nécessaire]. Le bouzouki à quatre chœurs, électrifié pour pouvoir être amplifié, fut popularisé dans les années 1950, car il permettait un jeu rapide et virtuose, inhabituel jusqu'alors.

### Jeu
Il est joué avec un plectre. On peut citer parmi ses interprètes : Márkos Vamvakáris, Manolis Hiotis. Le bouzouki trichordo est souvent utilisé dans le répertoire du rebetiko, son accordage étant adapté à ce type de musique (utilisation du bourdon) ; il bénéficie auprès de ses adeptes d'une image d'authenticité par rapport au bouzouki tetrachordo jugé trop occidentalisé.
Traditionnellement soliste ou destiné à accompagner le chant, on a vu néanmoins des ensembles de plus de dix bouzoukis se former. La musique de bouzouki est notée au moyen de tablatures.

### Popularité
Le bouzouki est souvent considéré comme « l’instrument national » grec, mis en avant comme tel, en particulier, dans le rayonnement international de la Grèce moderne. Avant les années 1930, le bouzouki n’a pas de statut particulier en Grèce. En 1933 sort le premier enregistrement de bouzouki sur un 45 tours de Márkos Vamvakáris. Le succès de ce disque inspire à plusieurs chanteurs grecs d’autres chansons qui deviendront rapidement populaires et participeront, en mettant le bouzouki en lumière, à construire une identité grecque au XXe siècle. Preuve de ce changement de statut de l’instrument, il n’est pas du tout utilisé lors de la cérémonie d’ouverture des Jeux olympiques de 1896 organisés à Athènes, tandis que 108 ans plus tard lorsque la capitale grecque accueille à nouveau l’événement, un orchestre de vingt bouzouki anime la cérémonie.

## Bouzouki irlandais

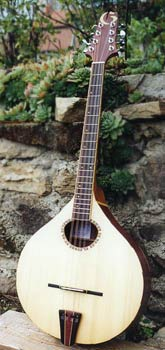
Bouzouki irlandais.

L'introduction du bouzouki grec dans la musique traditionnelle irlandaise au début des années 1960 ne peut pas être attribuée à un individu en particulier. Elle est souvent attribuée à Johnny Moynihan ou Alec Finn. Ce dernier la revendique en expliquant avoir demandé à un ami qui allait en Grèce de lui rapporter un luth et que celui-ci lui rapporta un bouzouki à trois chœurs. D'autres sources indiquent que c’est dans le groupe Sweeney's Men « que l’on vit apparaître pour la première fois un bouzouki, joué par Johnny Moynihan [...] cet instrument (muni de trois chœurs de deux cordes) était en fait un cadeau de l’un de ses amis, Tony French, revenant de vacances en Grèce. Il semble également que Johnny Moynihan acquit en 1966 un modèle conçu et réalisé en 1963 par le luthier londonien John Bailey comportant cette fois-ci quatre chœurs de deux cordes et, pour la première fois, un dos plat ». Fidèle ami du violoniste Frankie Gavin (en), Alec Finn l'utilisa pendant sa carrière d'accompagnateur dans de Dannan. Dans les années 1970, d'autres musiciens comme Johnny Moynihan, Andy Irvine et Dónal Lunny ont participé à installer durablement le bouzouki en Irlande et à faire évoluer l'instrument,.
Le bouzouki est largement répandu dans les musiques dites celtiques,. On en trouve dans de nombreuses sessions et groupes de musiques aussi bien en Irlande (Dervish, Altan, Planxty, Dónal Lunny's band), Écosse (Capercaillie, Malinky), Bretagne (Kornog, Storvan) ou même Galice (Carlos Núñez band), ainsi que dans le groupe folk Djal (joué par Jean Banwarth). Son adoption tient entre autres à sa capacité d'être autant un instrument mélodique que d'accompagnement. Erick Falc'Her-Poyroux  et Alain Monnier pensent que sa renommée vient de sa capacité à moins occuper l'espace sonore dans un contexte de groupe qu'une guitare. Toutefois, d'autres éléments entrent en ligne de compte : l'accordage en accord ouvert qui permet un effet de bourdon comme pour la cornemuse (avec l'utilisation du capodastre pour convenir à la tonalité du morceau), le son plus cristallin et moins sourd que la guitare (le jeu en contre-chant faisant penser à la harpe celtique à cordes métalliques), le sustain plus important dû  au doublage des cordes, sa polyvalence permettant de passer d'un jeu en accord brossé à la mélodie ou au contre-chant, son effet d'attaque plus important qu'une guitare qui donne l'impression d'un instrument de percussion, la possibilité de jouer en plein-jeu en continu sans se préoccuper de ne pas toucher certaines cordes comme pour la guitare.

### Lutherie
Dónal Lunny demanda au luthier Peter Abnett de lui fabriquer un instrument comportant les caractéristiques suivantes : forme de larme et fond plat, quatre chœurs, cordes et accord différents. Ainsi naquit le « bouzouki irlandais ». De rares musiciens continuèrent cependant d'utiliser le bouzouki grec « trichordo », comme Alec Finn.

### Jeu
Les accords les plus courants sont, du grave vers l'aigu : do - fa - la - ré (4 cordes) et ré - la - ré (3 cordes). On trouve aussi — entre autres — sol - ré - la - mi, c'est-à-dire l'accord de la mandoline (une octave au-dessous). Le bouzouki est généralement utilisé à la place de la guitare, en accompagnement le plus souvent à la différence du style grec.
Mentionnons encore que depuis quelques années, divers instruments hybrides ont vu le jour, comme le bouzouki au corps de guitare qu’utilise Andy Irvine.

## Musiciens notables
Les musiciens utilisant le bouzouki incluent notamment : Manólis Hiótis, Alec Finn, Apóstolos Kaldáras, Charis Lemonopoulos (el), Spýros Peristéris, Vassílis Tsitsánis, Márkos Vamvakáris, Yórgos Zambétas, Phil X, Frank Zappa, et Johan Papaconstantino.

## Galerie

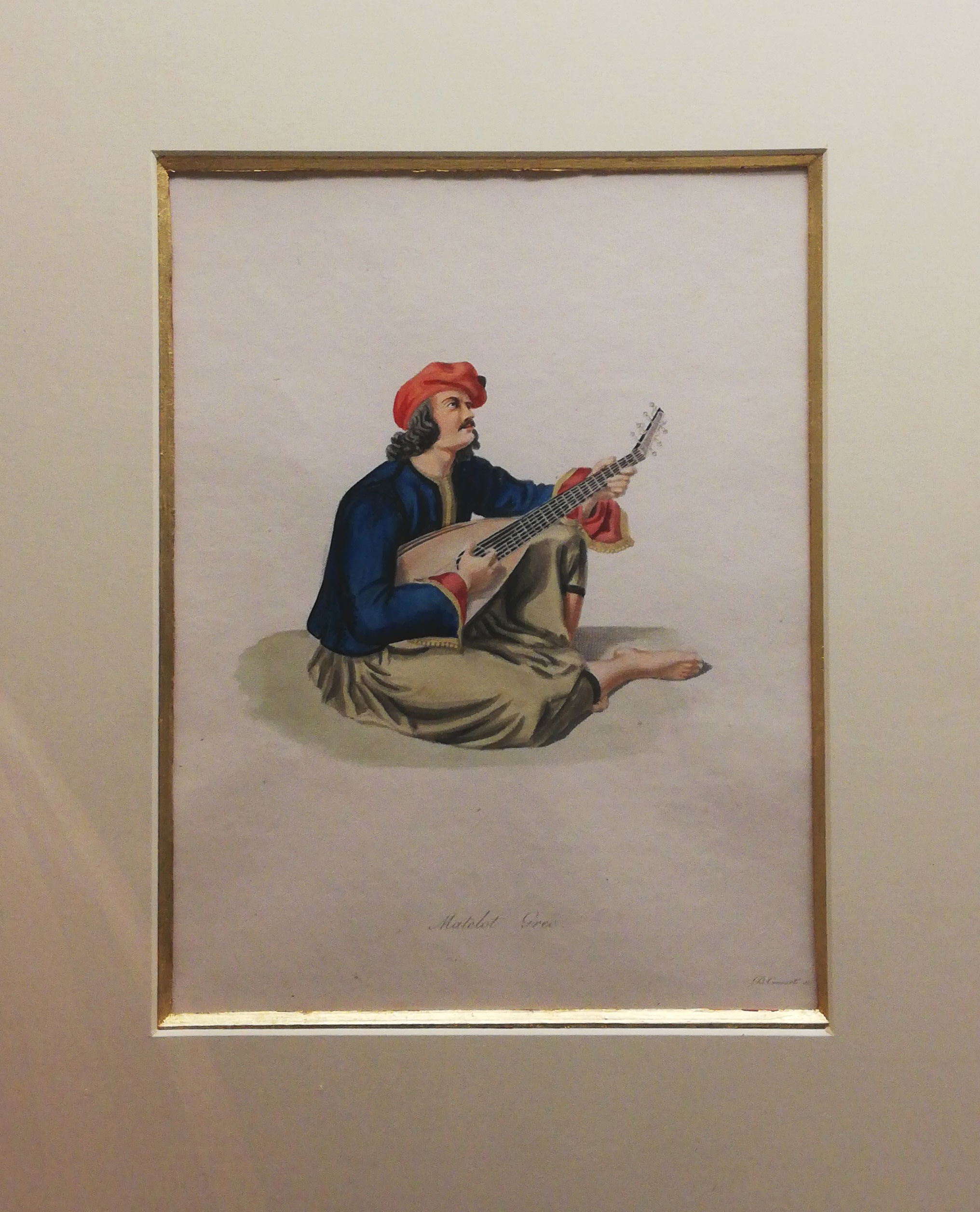
Matelot grec jouant du Bouzouki, XIXe siècle, Musée Benaki, Athènes.
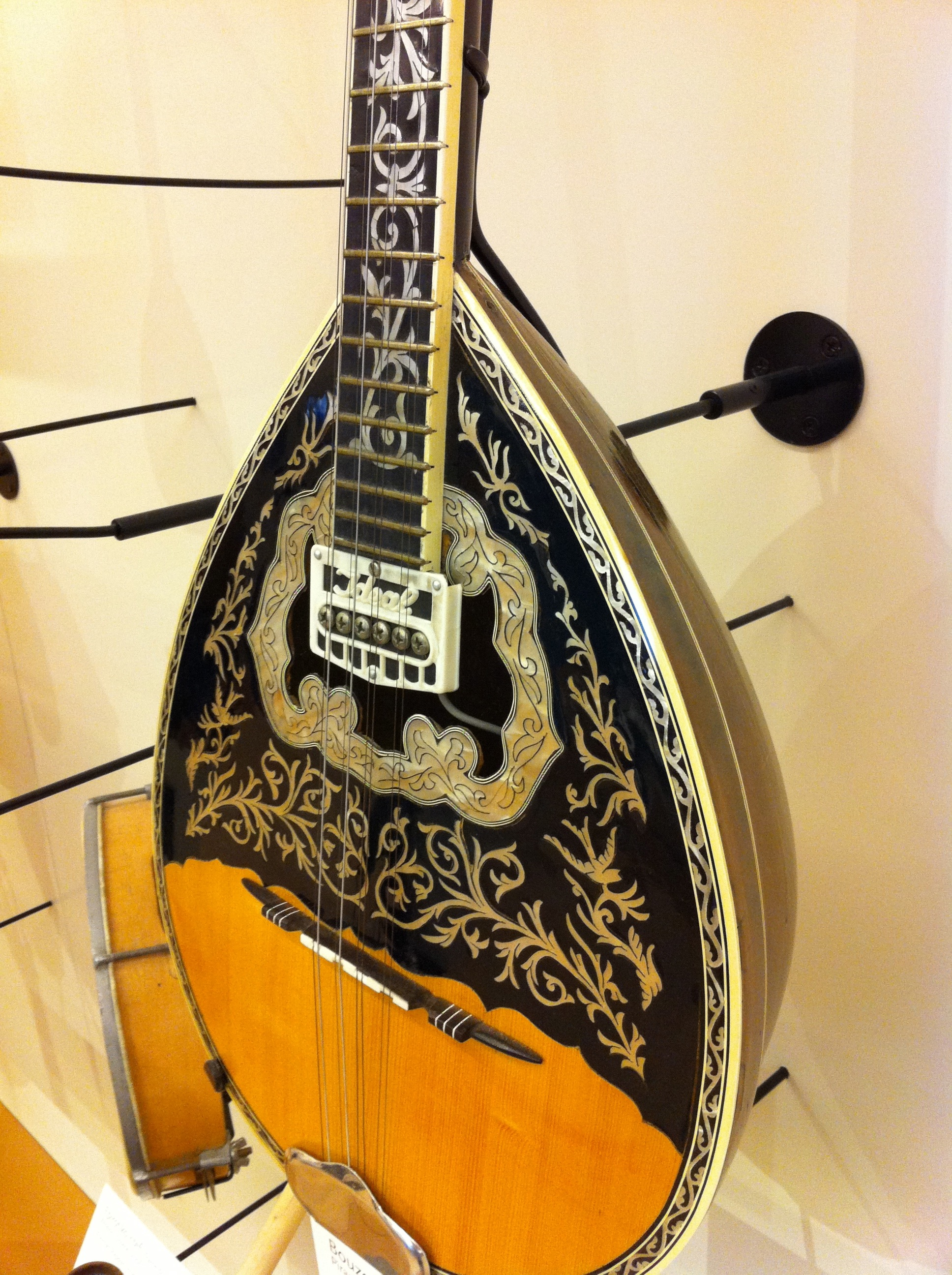
Bouzouki électrique, XXe siècle.
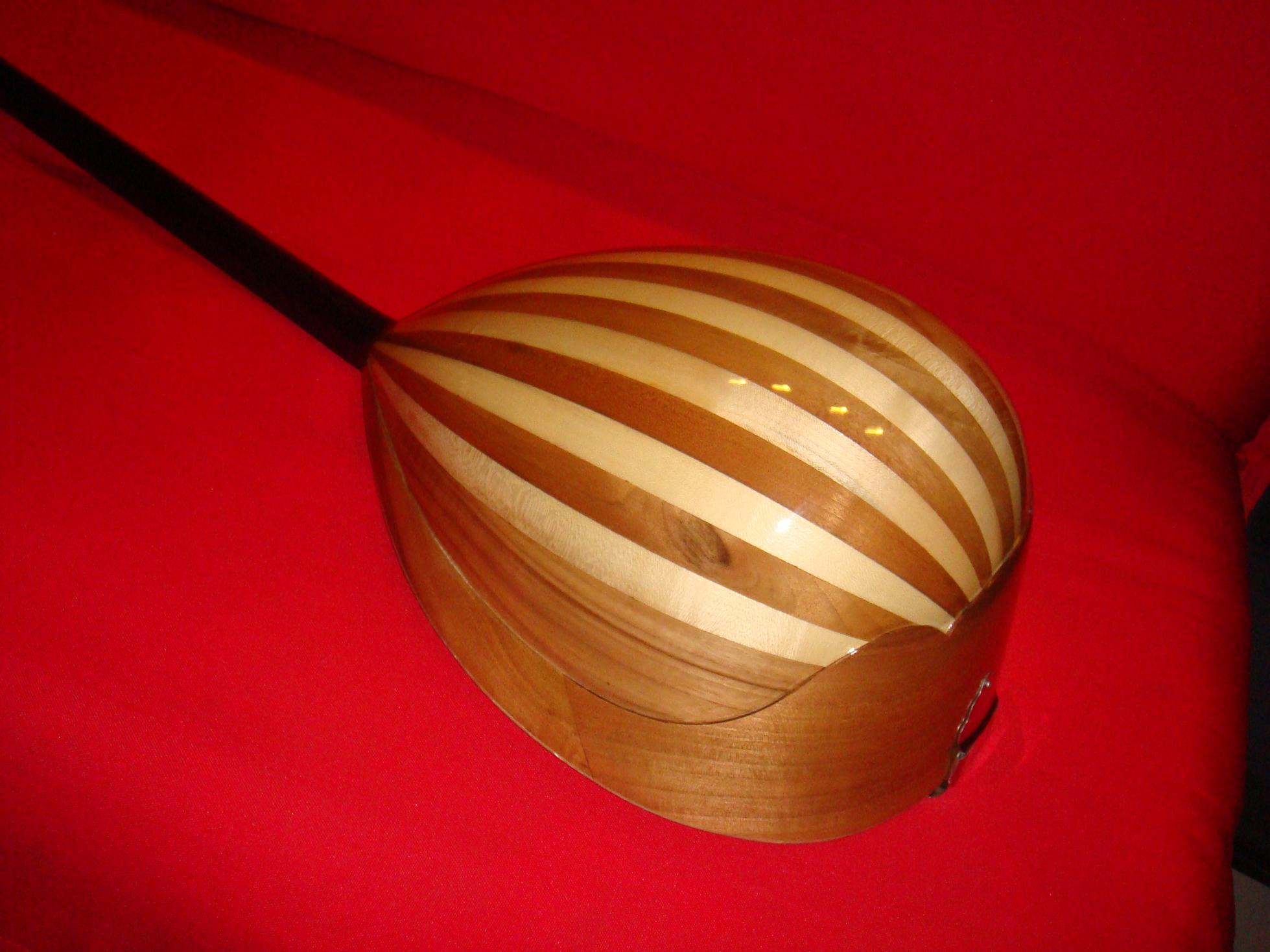
Arrière d'un bouzouki à 3 cordes
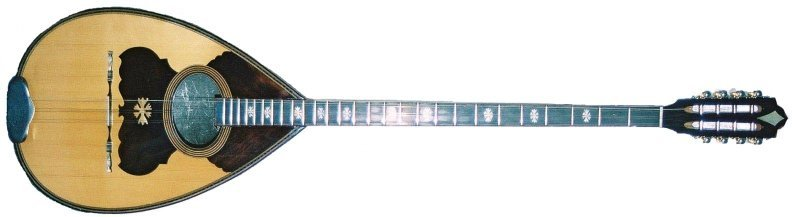
Bouzouki à trois chœurs.
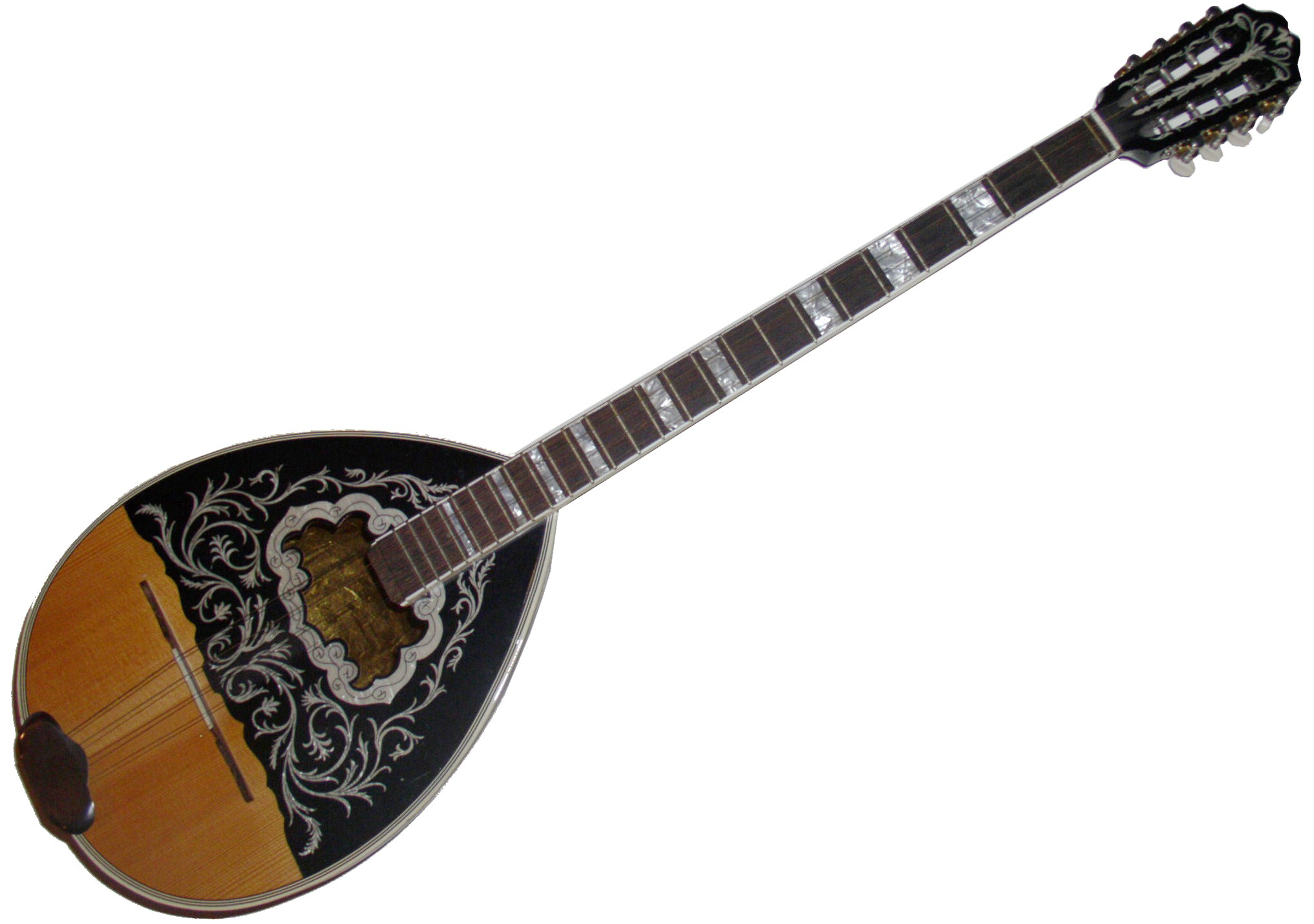
Bouzouki à quatre chœurs.